# Inés Arrimadas García
Inés Arrimadas García (Jerez de la Frontera, 3 de juliol de 1981) és una política i advocada espanyola. Va ser diputada al Parlament de Catalunya pel grup de Ciutadans-Partit de la Ciutadania i cap de l'oposició en l'onzena i dotzena legislatura. Entre 2020 i 2023 fou presidenta de Ciutadans. El juny de 2023 va anunciar que deixava la política.

## Biografia
Inés Arrimadas va néixer al municipi gadità de Jerez de la Frontera el 3 de juliol de 1981. Amb pares de Salmoral, té tres germans i una germana. És filla d'un policia científic que va treballar a Barcelona durant la dècada de 1960. La família es va mudar a Jerez de la Frontera el 1970, on el seu pare obriria un despatx d'advocats i esdevindria regidor municipal per la Unió de Centre Democràtic entre 1979 i 1983. Inés Arrimadas va estudiar al col·legi religiós Nuestra Señora del Pilar de Jerez.
Amb 18 anys se'n va anar a viure a Sevilla per a estudiar dret, tal com havien fet tres dels seus germans. Va realitzar un Erasmus a Niça. El 2005 es va llicenciar en Dret i Administració i direcció d'empreses per la Universitat Pablo de Olavide de Sevilla. Abans d'ocupar l'escó com a diputada, durant vuit anys va exercir de consultora d'operacions i estratègia en el grup empresarial Daleph i de responsable de qualitat i administració en el grup MAT, al Campo de Gibraltar. Va començar a viure a Barcelona entre el 2006 i el 2008, per motius de feina. El 2010 va assistir a un acte de Ciutadans al Teatre Romea i el 2011 va començar a militar al partit, implicant-se progressivament i ocupant diferents càrrecs orgànics dins el partit.

### Diputada al Parlament de Catalunya
El 2011 va esdevenir membre del comitè executiu, de la junta directiva de l'Agrupació de Joves de Ciutadans i responsable de les relacions institucionals. El 2012 va ser elegida diputada a les eleccions al Parlament de Catalunya i entre 2014 i 2015 va ser la portaveu adjunta del grup parlamentari de Ciutadans i després va ser-ne la portaveu.
Com a diputada, desenvolupà el càrrec de portaveu del seu partit en les comissions parlamentàries d'empresa i ocupació; polítiques de lluita contra l'atur; igualtat; joventut i reforma horària; Consell Assessor del Parlament sobre Ciència i Tecnologia, i en comissió d'investigació sobre la fallida de Spanair.
En aquesta etapa va començar a participar activament en diversos mitjans de comunicació, comentant l'actualitat política com a tertuliana. El 2014 fou guardonada com a subcampiona en la categoria Jove Europeu de l'any 2014 dels premis Leader (Liberal Democrat Local and Regional Politicians Awards), concedits per l'Aliança dels Liberals i Demòcrates en el Comitè de les Regions de la Unió Europea.

### Cap de l'oposició

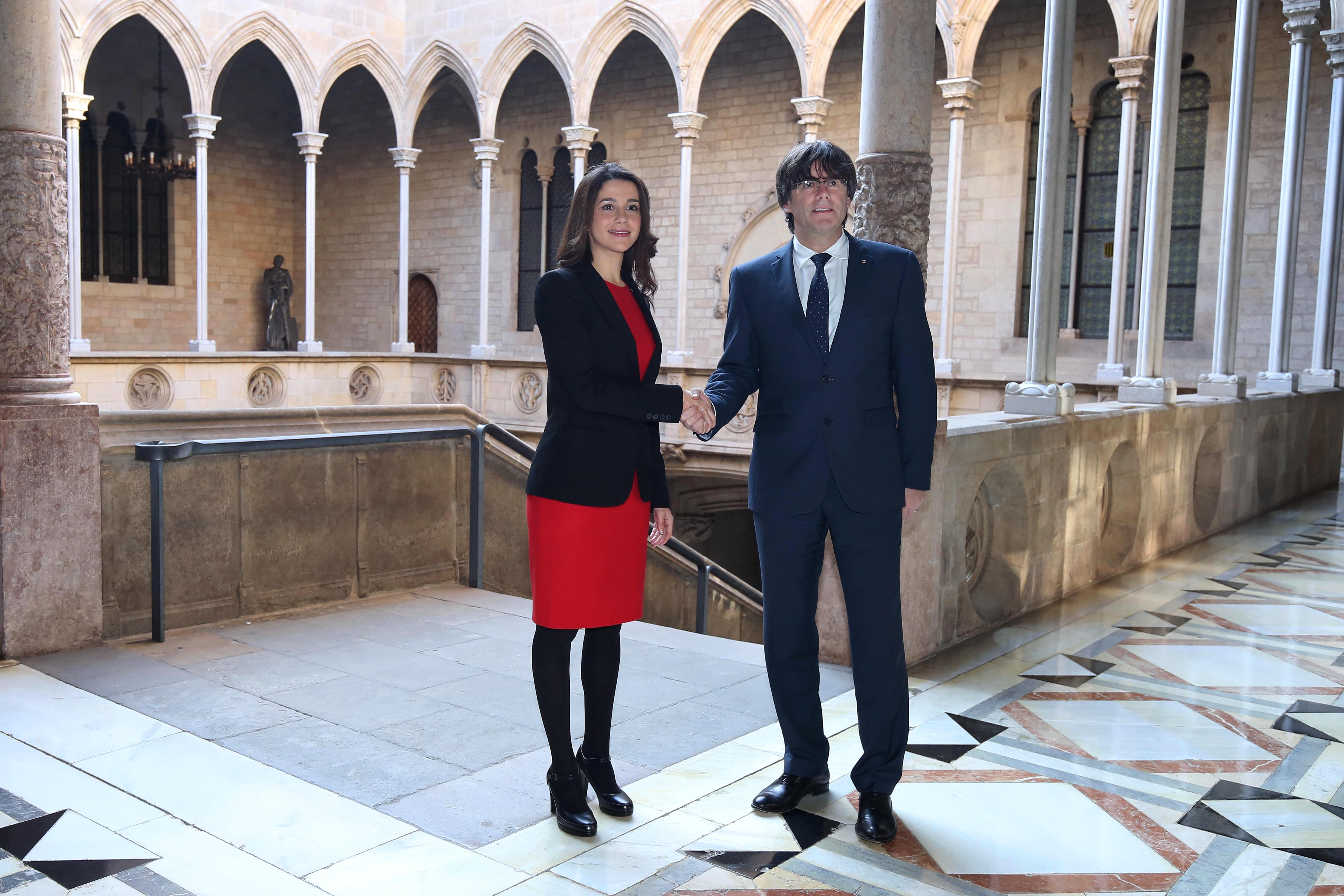
Reunió entre Carles Puigdemont i Inés Arrimadas el 2016

Va ser candidata per Barcelona a les eleccions al Parlament de Catalunya de 2015. Durant la campanya es va presentar com a garant d'una centralitat «que permet bastir ponts entre Catalunya i la resta d'Espanya». El seu partit va treure un total de 25 escons, cosa que la convertia en cap de l'oposició, i va ser nomenada candidata de Ciutadans a la presidència de la Generalitat de Catalunya. L'octubre de 2015 Carlos Carrizosa va rellevar-la com a portaveu parlamentària i, alhora, Inés Arrimadas va passar a presidir el grup parlamentari. El gener de 2016 la presidenta del Parlament, Carme Forcadell, la va nomenar formalment cap de l'oposició, tot i que Arrimadas va renunciar als privilegis d'aquesta condició. Va reclamar la celebració d'unes noves eleccions a Catalunya on cada partit es presentés per separat i amb el seu veritable nom. Com a cap de l'oposició, es va erigir en una figura parlamentària crítica amb el procés independentista i l'organització d'un referèndum sobre la independència.
El maig de 2017 va guanyar les primàries de Ciutadans per ser la candidata a la presidència de la Generalitat de Catalunya en les eleccions al Parlament de Catalunya. A les comicis d'aquell any fou elegida diputada amb Ciutadans, que fou la força més votada en aquestes eleccions amb més d'un milió de vots i on va guanyar a les 10 ciutats més poblades de Catalunya com Barcelona, l'Hospitalet de Llobregat, Badalona, Terrassa, Tarragona o Lleida entre d'altres. Durant la dotzena legislatura del Parlament de Catalunya, va mantenir un to bel·ligerant amb el govern de Quim Torra, a qui va definir com a «racista» i «supremacista». L'octubre de 2018 va negar que el president de la Generalitat de Catalunya Lluís Companys fos afusellat per l'estat espanyol, en afirmar que «qui va afusellar el senyor Companys va ser el règim franquista, no va ser l'estat espanyol».
El 2019 va anunciar que es presentaria com a cap de llista de Ciutadans al Congrés dels Diputats per la circumscripció de Barcelona a les eleccions generals d'aquell any.

### Presidenta de Ciutadans
El fracàs en les eleccions de novembre de 2019, en la que va sortir elegida diputada, va provocar la dimissió d'Albert Rivera. També va resultar a la renúncia de diversos pesos pesants del partit i la formació d'una gestora. Amb la formació arrossegada a la marginalitat i irrellevància polítiques, el partit busca la supervivència amb una aliança constitucionalista amb el Partit Popular per a les eleccions als parlaments autonòmics convocades en 2020. Les primàries de març de 2020 van donar com a vencedora a Inés Arrimadas enfront de Francisco Igea.
Arrimadas no es va presentar a la reelecció i el 12 de gener de 2023 Adrián Vázquez Lázara es va convertir en secretari general de Ciutadans després de guanyar les eleccions internes enfront Edmundo Bal, amb un 53,25% dels vots, i finalment va decidir abandonar la política l'1 de juliol de 2023, l'endemà que el seu partit anunciés que no es presentava a les eleccions generals espanyoles de 2023.

### Després de Ciutadans
El 14 de desembre de 2023 s'anuncià que Inés Arrimadas fitxà per una empresa energètica, Recurrent Energy, amb el càrrec de Chief ESG i Communications Officer de la companyia que és una filial de l'empresa canadenca Canadian Solar.

## Vida personal
Va ser la parella de l'exdiputat convergent Xavier Cima i Ruiz, amb qui es va casar el juliol de 2016 a Jerez de la Frontera, i en 2019 van anar a viure a Madrid, on van tenir dos fills, Álex en 2020 i Marc en març de 2022. Després d'abandonar la seva trajectòria política, va tornar a Jerez de la Frontera amb el seu marit, de qui es va separar el mateix estiu de 2023.
És seguidora del Futbol Club Barcelona.